# Mouton marron des Aravis
Le Mouton marron des Aravis est une race ovine française à faible effectif originaire de Savoie. Très rustique et bien  adapté aux systèmes transhumants, elle est caractérisée par une couleur marron rougeâtre à beige, ponctuellement tacheté de blanc sur le front, le chanfrein,la queue et les membres, d'un chanfrein droit et par la présence d'un cornage fin, serré à écarté et relevé.
Cette race est menacée de disparition. Selon un recensement réalisé en 2007 on ne comptait plus qu'environ 220 brebis et moins de 10 béliers pour 10 élevages.
À ce jour aucune réelle action de sauvegarde n'a été mise en place. Elle n'est pas recensée par l'arrêté ministériel du 26 juillet 2007 modifié par l'arrêté du 21 juin 2013 fixant la liste des races ovines reconnues. Malgré tout  des éleveurs soucieux de ne pas la voir disparaître travail à sa sauvegarde.
En 2024 des prélèvements de matériels génétique ont été effectués auprès de 5 élevages et une vingtaine d'animaux et analysés par l'université de Limoges, afin de déterminer son taux de consanguinité et la parenté possible avec ses voisines d'alpage. Il en ressort un faible taux de consanguinité et une originalité de la race, traduisant une vraie différence avec la Thônes et Marthod et autres races du Valais Suisse, même si elles possèdent des origines lointaines communes.

### Articleseu
ment e
s
- Liste ete. De récentes études menée par l'université de Limoges en 2024 démontre une grande variabilité génétique démontrant une très faible consanguinité malgré ses faibles effectifs, et une distance génétique assez importante par rapport à ses cousines d'alpage que sont la Thônes et Marthod et autres races suisses du Valais avec qui elle partage des origines lointaines.classification des races ovines de France
- Liste des races ovines